# むつざわスマートウェルネスタウン・道の駅・つどいの郷
むつざわスマートウェルネスタウン・道の駅・つどいの郷（むつざわすまーとうぇるねすたうん・みちのえき・つどいのさと）は、千葉県長生郡睦沢町にある千葉県道150号大多喜一宮線の道の駅である。
2019年の移転と同時に、駅名を道の駅つどいの郷むつざわ（みちのえき つどいのさとむつざわ）から改称した。運営はウェルネスサプライ。
旧道の駅の建物については、リノベーションされ、2020年5月7日に睦沢郵便局が移転開局した。

## 沿革
- 2004年（平成16年）8月9日 - 道の駅に登録される。
- 2015年（平成27年）1月30日 - 「9000歩、歩くスマートウエルネスタウンの中核拠点 定住促進センター設置」を理由に重点道の駅に選定される[2]。
- 2019年（令和元年）
  - 8月25日 - 旧道の駅を閉鎖。
  - 9月1日 - 駅名を「むつざわスマートウェルネスタウン・道の駅・つどいの郷」に変更し、新築移転する。所在地を睦沢町上之郷2048-1から森2-1へ移転。

## 施設
- 駐車場
  - 普通車：158台
  - 大型車：18台
  - 身障者用：3台
  - 電気自動車充電器
- トイレ
- 特産物販売コーナー（つどいの市場）
- むつざわ温泉 つどいの湯）
- レストラン（とらっとりあ・でゅーえ）
- 交流広場（オリーブの森）
- コミュニティ施設（つどいのハコ）
- 体験農園
- 体験工房

## 休館日
- 年末年始

## アクセス
- 市原鶴舞IC・茂原長南ICから20分
- 茂原駅から小湊鐵道バス　道の駅つどいの郷むつざわ下車